# Automolis pusillima
Automolis pusillima là một loài bướm đêm thuộc phân họ Arctiinae, họ Erebidae.